# Treofan
Treofan ist ein weltweit tätiger Hersteller von Folien für die Verpackungsmittelindustrie. Der Hauptsitz der Treofan Holdings GmbH befindet sich im hessischen Raunheim, der größte Produktionsstandort befindet sich im saarländischen Neunkirchen.
Das Unternehmen stellt biaxial orientierte Polypropylen-Folie (BOPP-Folie) her.

## Geschichte
Keimzelle des Unternehmens waren die unter dem Namen Trespaphan am Markt auftretenden Folienaktivitäten der früheren Hoechst AG. Diese wurden 1999 in die Celanese AG ausgegliedert. 2002 verkaufte Celanese sein in der Tochtergesellschaft Trespaphan GmbH gebündeltes Foliengeschäft an die Dor-Mopeflan-Gruppe. 2003 wurde der Unternehmensname in Treofan geändert. Eigentümer von Treofan war bis Mitte Juni 2018 der italienische Finanzinvestor M&C, welcher die Firma an das kanadische Unternehmen CCL Industries verkaufte. Am 6. August 2018 wurde ein rechtsverbindlicher Vertrag unterzeichnet, der den Verkauf der restlichen Werke an den Folienhersteller Jindal Films besiegelt.

## Unternehmensstruktur
Kopf der Gruppe ist die Treofans Holding GmbH mit Sitz in Raunheim, zu der die zwei hundertprozentigen Töchter Treofan Germany GmbH & Co. KG sowie Treofan Zweite Holdings GmbH in Neunkirchen gehören. Zudem bestehen Büros in Italien und USA (Treofan America Inc.). Produktionsstätten existieren neben in Deutschland auch in Italien und Mexiko (Trespaphan Mexico Holdings GmbH).